# 双葉滑空場

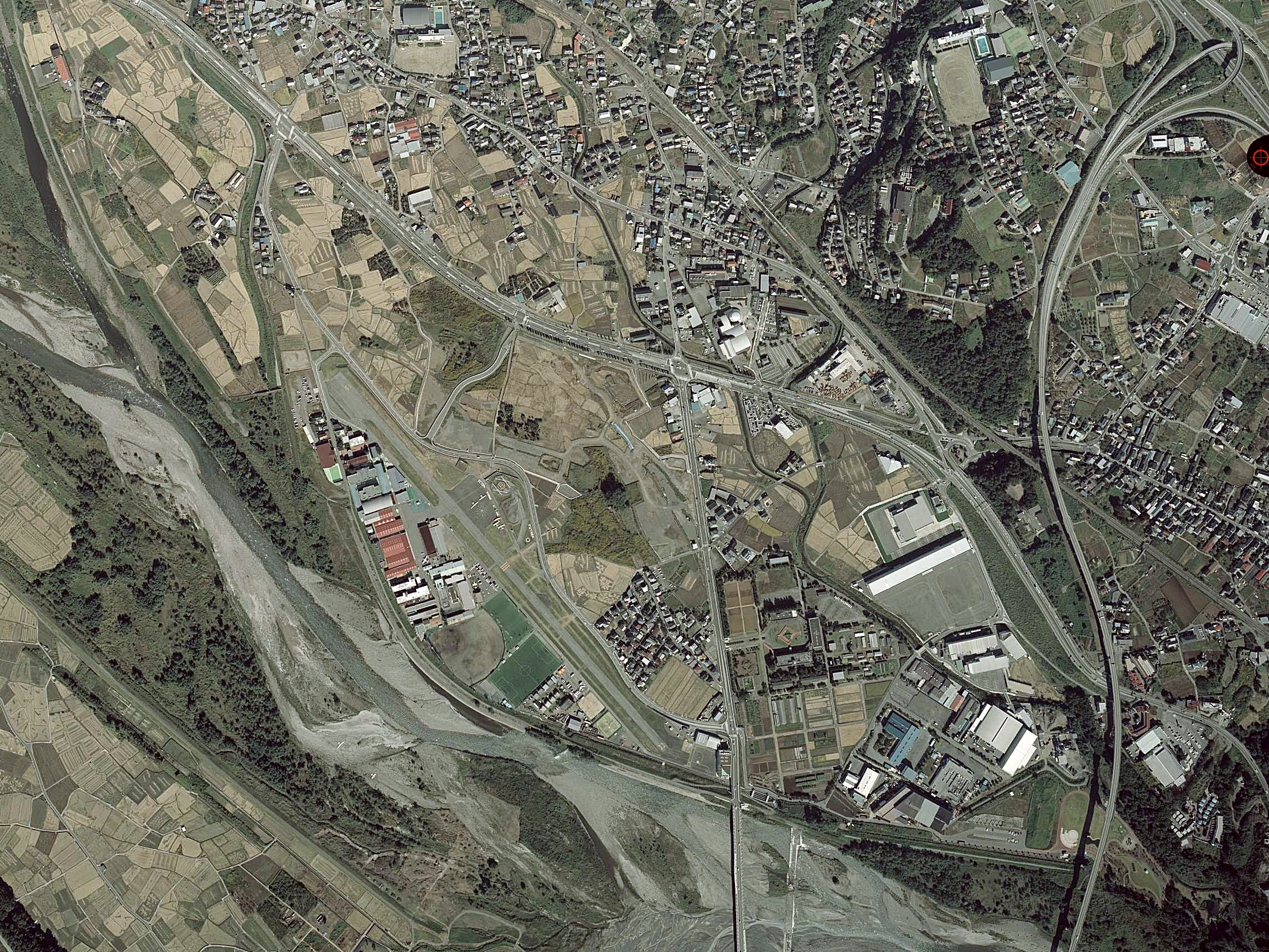
双葉滑空場の空中写真（2007年）

双葉滑空場（ふたばかっくうじょう）は、山梨県甲斐市宇津谷445番地にある場外離着陸場、非公共用ヘリポート。学校法人日本航空学園が運営管理している。山梨県消防防災航空隊のヘリポートとしても使用されている他、一般の軽飛行機、グライダーなどの離着陸もある。

## 概要
- 管理者：学校法人 日本航空学園
- 空港種別：飛行場外離着陸場
- 所在地：山梨県甲斐市宇津谷445番地
- 標点：35°40'53.0"N 138°29'00.5"E
- 標高：314m
- 滑走路：830m×15m
- 磁方位：15/33
- ヘリポート着陸帯:25m×20m
- 無線

双葉フライトサービス 130.8000MHz
日本航空学園 122.9000MHz
山梨県消防防災航空隊 131.9250MHz
- 双葉滑空場管理棟（2023年）
- 日本航空学園所有機エアロコマンダー500（JA5082）